# Gibberosus devaneyi
Gibberosus devaneyi är en kräftdjursart som beskrevs av Thomas och J. L. Barnard 1986. Gibberosus devaneyi ingår i släktet Gibberosus och familjen Megaluropidae. Inga underarter finns listade i Catalogue of Life.